# Wszyscy jedziemy...
Wszyscy jedziemy… – debiutancki album koncertowy zespołu Defekt Muzgó wydany przez wydawnictwo Yumi Records w 1991 roku. Nagrania zrealizowano we wrocławskim klubie „Rura”.

## Lista utworów
| Nr  | Tytuł utworu                            | Długość |
| --- | --------------------------------------- | ------- |
| 1.  | „Kanibalizm” (Defekt Muzgó)             | 1:57    |
| 2.  | „Defekt Mózgu” (Defekt Muzgó)           | 1:39    |
| 3.  | „Fortuna” (Defekt Muzgó)                | 1:51    |
| 4.  | „Era mas” (Defekt Muzgó)                | 2:01    |
| 5.  | „Polityka” (T. Wojnar)                  | 2:20    |
| 6.  | „Wałbrzych” (Defekt Muzgó)              | 2:47    |
| 7.  | „A ja żyję” (T. Wojnar)                 | 1:42    |
| 8.  | „Maskarada” (T. Wojnar)                 | 4:00    |
| 9.  | „Strach” (T. Wojnar)                    | 2:14    |
| 10. | „My Polacy” (T. Wojnar)                 | 2:31    |
| 11. | „Wojna” (Defekt Muzgó)                  | 2:21    |
| 12. | „Dlaczego?” (T. Wojnar)                 | 2:30    |
| 13. | „Gdzie jest prawda?” (T. Wojnar)        | 2:06    |
| 14. | „Jolka” (T. Wojnar)                     | 1:43    |
| 15. | „Krystyna” (Defekt Muzgó)               | 2:39    |
| 16. | „Chciałbym Ci to dać” (T. Wojnar)       | 3:02    |
| 17. | „Piosenka partyzancka” (autor nieznany) | 2:07    |
| 18. | „Upadek republiki” (Defekt Muzgó)       | 1:54    |
| 19. | „Pokolenie” (T. Wojnar)                 | 2:19    |
| 20. | „Gorzała” (T. Wojnar)                   | 1:41    |
| 21. | „Full” (T. Wojnar)                      | 2:18    |
| 22. | „Nie mów do mnie nic” (Defekt Muzgó)    | 2:16    |
| 23. | „Ku Klux Klan” (Defekt Muzgó)           | 2:09    |
| 24. | „Wszyscy pokutujem” (Sedes)             | 2:06    |
| 25. | „Rewolucja” (Defekt Muzgó)              | 2:01    |
|     |                                         | 56:14   |

## Twórcy
- Tomasz „Sivy” Wojnar – śpiew, gitara
- Mariusz „Borek” Borowski – gitara basowa
- Krzysztof „Heban” Migdał – perkusja, śpiew

Realizacja
- Mieczysław Jurecki – realizacja nagrań
- Waldemar „Ace” Mleczko – realizacja nagrań
- Michał Frejtak – produkcja